# Dançarino principal

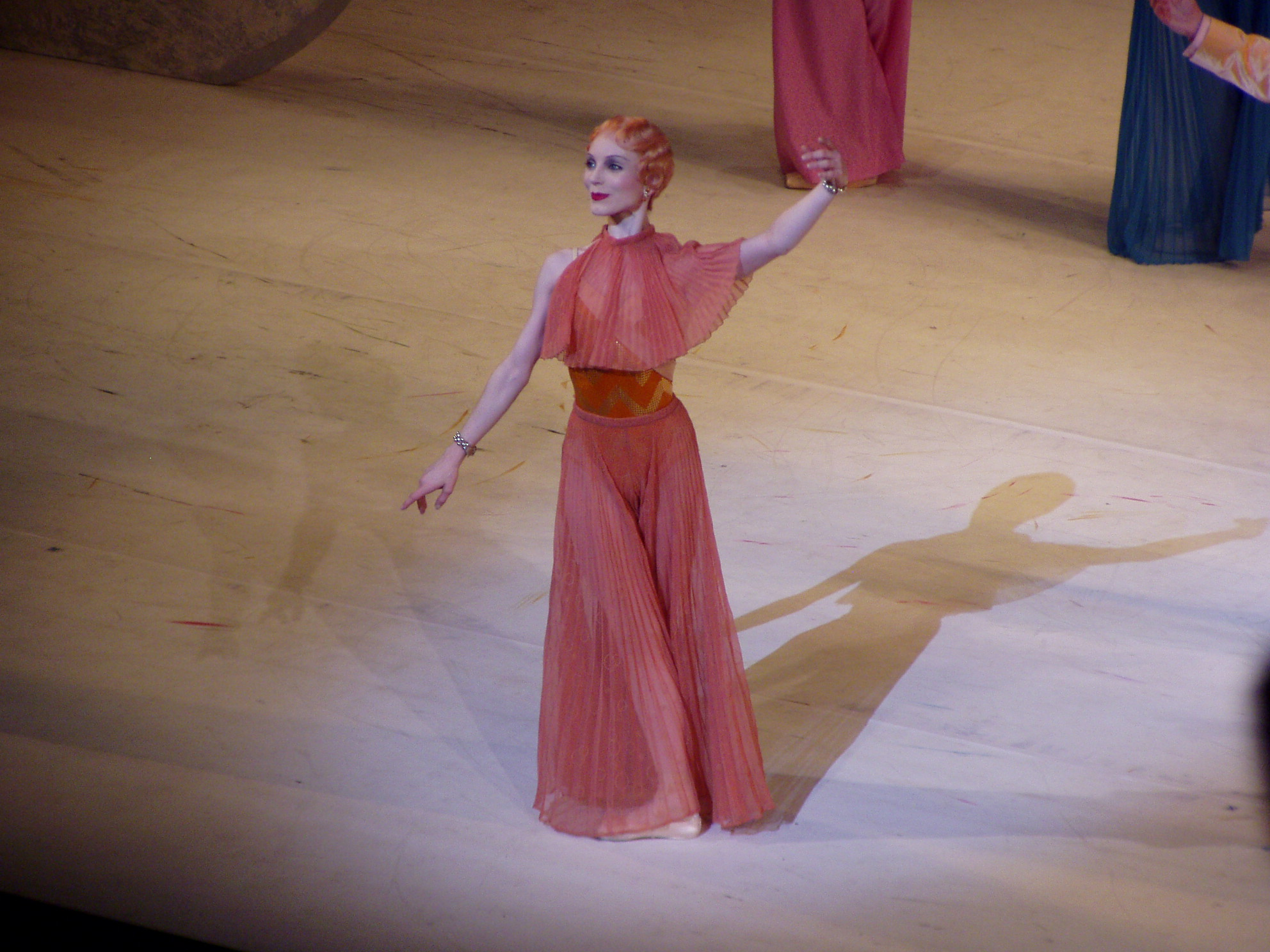
Sarah Lamb, dançarina principal do Royal Ballet em Londres.

Na dança, um dançarino principal (abreviado como principal) ou primeiro bailarino (do italiano "primo-ballerino" ou "premier-danseur"; em inglês "principal-dancer" ou "star-dancer") é uma posição/nível do bailarino de mais alto nível técnico dentro de uma companhia de dança profissional, particularmente de uma companhia de balé, que pode ser homem ou mulher. A posição é semelhante à do solista; no entanto, o principal executa além dos solos, também o trecho "pas de deux" no balé. Existe também os termos equivalentes "danseur-étoile", "premier-sujet", “sujet-étoile”, em inglês "star-dancer" (título supremo do "ballerino le sujet", um dançarino que faz pequenos papéis de solista).
É uma posição cobiçada na companhia, é a posição de maior destaque que um dançarino pode receber na companhia. O termo é usado principalmente no balé, mas também pode ser usado em outras formas, como a dança moderna. Eles geralmente são a estrela do balé. O termo dançarino principal sênior às vezes também é usado.
O dançarino principal pode ser um bailarino contratado para uma companhia de dança, ou também pode ser um dançarino do corpo de balé promovido dentro da companhia. Esse processo pode levar várias temporadas de desempenho ou até anos para ser alcançado com base no nível de habilidade e no interesse da empresa.

## Etimologia e origem
O termo derivado do francês "prima-ballerina", que representa a primeira dançarina e, "primo-ballerino" ou "premier-danseur" para dançarinos masculinos. Foram usados outros termos para denotar níveis semelhantes de proeminência em companhias não anglo-saxônicas, como por exemplo, no balé da Opéra national de Paris, os bailarinos principais recebem o título de "danseur-étoile" ou "prima ballerina étoile".

## História
A partir de 1779, o premier sujet ("primeiro sujeito") constituia o título supremo do bailarino, até ser substituído em 1895 por sujet étoile (“sujeito estrela”), a qualificação difundiu-se no início do século XX, que designou de forma geral o posto mais elevado na hierarquia das companhias de dança.
Em 1938, Suzanne Lorcia foi a primeira dançarina a ser nomeada informalmente étoile na Ópera de Paris. Nascida em 1902 em Paris, onde estudou dança com Madame Mariquita (1841-1922), ingressou como aluna de Carlotta Zambelli na escola de dança da Ópera Nacional de Paris aos 10 anos. Aos 14 anos ingressou no corpo de balé, onde subiu na hierarquia da companhia, sendo nomeada em em 1923 grand-succès aos 16 anos. Em 1927, enquanto dançava Soir de Fête na comuna Aix-les-Bains, soube que Jacques Rouché fora nomeada primeira dançarina. Enquanto ela foi promovida a étoile em 1931 (título não oficial na época).
As primeiras bailarinas a receberem oficialmente o título de prima ballerina étoile foram Lycette Darsonval e Solange Schwartz em 1940, enquanto no ano seguinte, Serge Peretti foi o primeiro homem a recebê-lo.

## Concurso de contratação
O primeiro passo é o concurso de recrutamento no corpo de balé. O concurso interno de recrutamento, que se realiza em julho, é reservado aos alunos da primeira divisão da escola de dança.
O concurso de recrutamento externo é organizado alguns dias depois. Está aberto a alunos da primeira divisão da escola de dança, a bailarinos com contrato a termo na Ópera de Paris, bem como a bailarinos externos.

## Principais dançarinos atuais

### Royal Ballet
Matthew Ball, Federico Bonelli, Alexander Campbell, Cesar Corrales, Lauren Cuthbertson, Francesca Hayward, Ryoichi Hirano, Fumi Kaneko, Sarah Lamb, Mayara Magri, Steven McRae, Laura Morera, Vadim Muntagirov, Yasmine Naghdi, Marianela Núñez, Natalia Osipova, Anna Rose O'Sullivan, Marcelino Sambé, Akane Takada.

## Principais dançarinos atuais

### American Ballet Theatre
Stella Abrera, Isabella Boylston, Misty Copeland, Sarah Lane
Gillian Murphy, Hee Seo, Devon Teuscher, Christine Shevchenko
Skylar Brandt, Herman Cornejo, David Hallberg, Daniel Simkin,
Cory Stearns, James B. Whiteside e, Aran Bell

### Martha Graham Company
PeiJu Chien-Pott, Xin Ying, Lloyd Knight, Ben Schultz

### Miami City Ballet
Alexander Peters, Ashley Knox, Jennifer Lauren, Kátia Carranza, Nathalia Arja, Renan Cerdeiro, Stanislav Olshanskyi, Steven Loch, Yulia Moskalenko, Tricia Albertson, Perseguição Swatosh, Dawn Atkins, Hannah Fischer, Samantha Hope Galler e, Shimon Ito.

### New York City Ballet
Jared Angle, Tyler Angle, Harrison Ball, Ashley Bouder, Chun Wai Chan, Adrian Danchig-Waring, Megan Fairchild, Jovani Furlan, Joseph Gordon, Anthony Huxley, Russel Janzen, Sara Mearns, Ladrilhador Peck, Unidade Phelan, Taylor Stanley, Daniel Ulbricht, André Veyette, Peter Walker e, Indiana Woodward.

### Bolshoi Ballet Company
Alyona Kovalyova, Ekaterina Krysanova, Anna Nikulina, Evgenia Obraztsova, Eleonora Sevenard, Anastasia Stashkevich, Julia Stepanova, Svetlana Zakharova, Artemy Belyakov, Vladislav Lantratov, Artem Ovcharenko, Igor Tsvirko, Semyon Chudin, Mikhail Lobukhin, Denis Rodkin, Egor Gerashchenko, Vyacheslav Lopatin e, Denis Savin.